# JoAnn L. Miller
JoAnn Rita Langley Miller (* 12. Juli 1949 in Manchester, New Hampshire; † 25. Dezember 2014 in West Lafayette, Indiana) war eine US-amerikanische Soziologin, die als Professorin an der Purdue University forschte und lehrte. 
2009/10 amtierte sie als Präsidentin der Society for the Study of Social Problems.
Miller erwarb ihren Bachelor-Abschluss 1978 am Keene State College in Keene, New Hampshire und machte das Master-Examen 1980 am College of William & Mary. 1984 wurde sie an der University of Massachusetts Amherst zur Ph.D. (Soziologie) promoviert. Im selben Jahr ging sie an das Department of Sociology der Purdue University, wo sie ab 2008 Full Professor und außerdem Leiterin der School of Interdisciplinary Studies in the College of Liberal Arts war.
Ihr zu Ehren vergibt die Hochschule den JoAnn Miller Exemplary Community Partner Award.

## Schriften (Auswahl)
- Mit Donald C. Johnson: Problem solving courts. A measure of justice. Rowman & Littlefield Publishers, Lanham 2009, ISBN 978-1-44220-080-7.
- Mit Dean D. Knudsen: Family abuse and violence. A social problems perspective. AltaMira Press, Lanham 2007, ISBN 978-0-75910-800-4.